# Jabing
Jabing (maďarsky Vasjobbágyi) je obec v okresu Oberwart, ve spolkové zemi Burgenland v Rakousku. V lednu 2015 zde žilo 746 lidí.

## Poloha, popis
Obec se rozkládá v jižní části Burgenlandu. Rozloha obce je 7,78 km² a nadmořská výška je v rozsahu zhruba od 276 do 300 m. Obcí protéká v severojižním směru říčka Pinka. Při východním okraji obce je veden protipovodňový kanál.
Jihozápadní část území, tj. vpravo od řeky je zalesněná, zatímco severovýchodní část, tj. vlevo od řeky jsou obdělávaná pole. Při severovýchodním okraji katastru obce vede zemská silnice B63 a souběžně s ní i železniční trať. Vzdálenost obce od okresního města je zhruba 9 km.

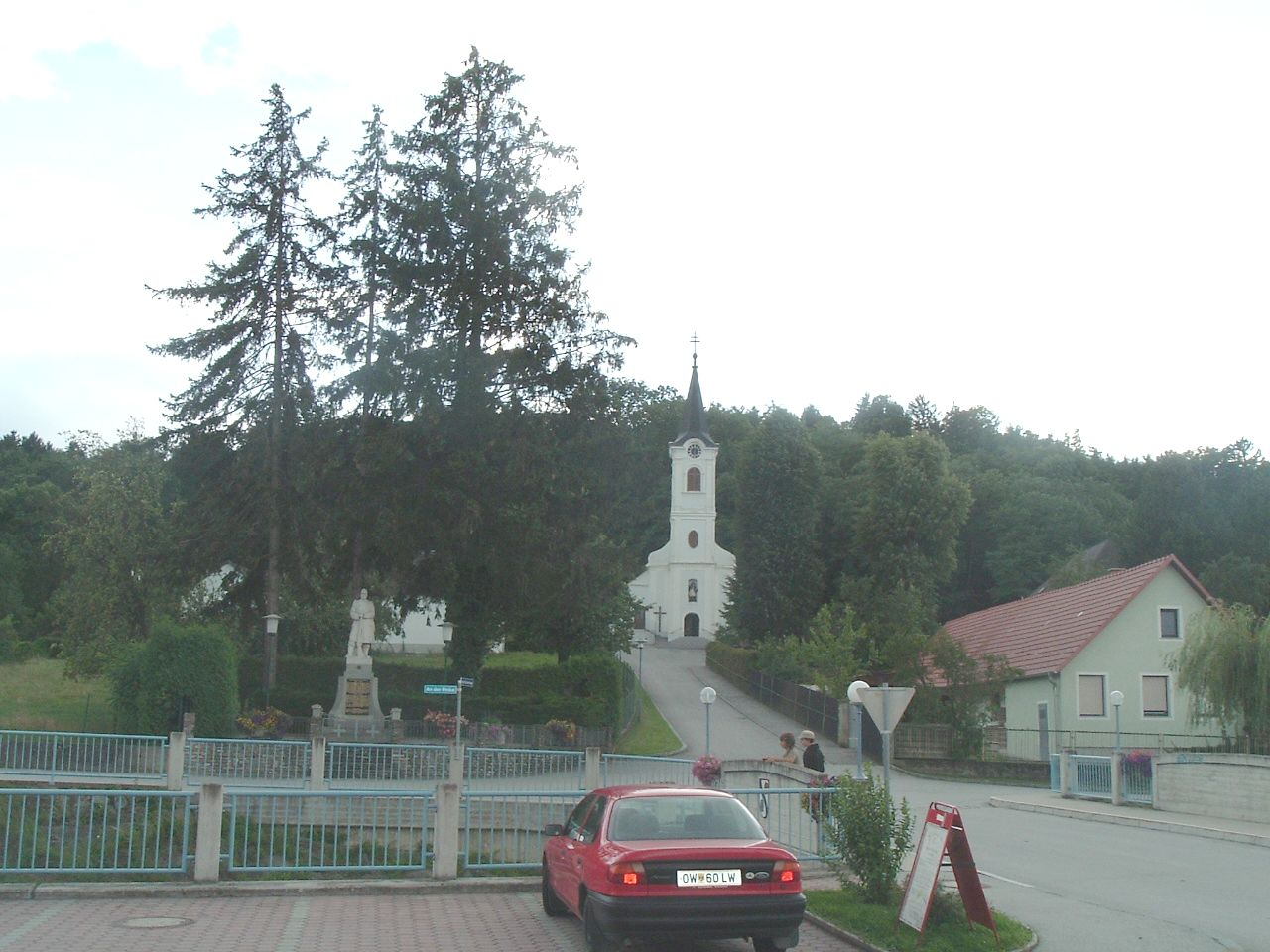
Jabing - farní kostel

## Historie
První písemná zpráva o obci je z roku 1327. Před koncem 19. století a na začátku 20. století byla obec součástí Maďarska. Po ukončení 1. světové války, na základě Mírové smlouvy ze St. Germain a Trianonu, se obec stala součástí nově vzniklého Burgenlandu v Rakousku.
Konce druhé světové války obcí Jabing procházela fronta a byl obsazen 5. dubna 1945 Rudou armádou.
V obci je Evangelická škola s modlitebním domem.

## Pozoruhodnosti
- Katolický farní kostel sv. Anny - postaven v roce 1785
- Selská usedlost Jabing 28 - se dvorem ve tvaru do L, s podloubím se 13 sloupy, z roku 1798

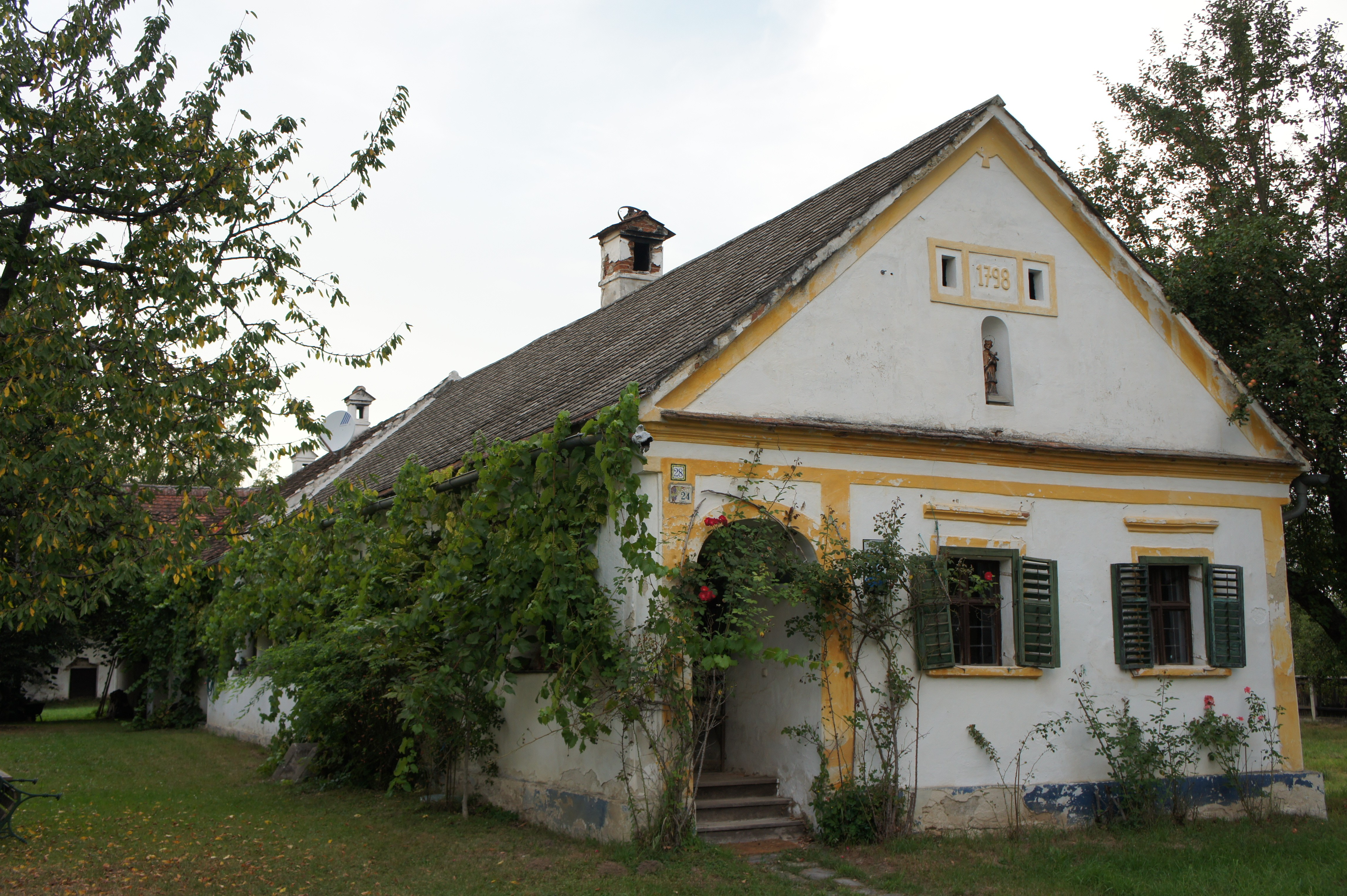
Jabing - selský dům z roku 1798

- Jabing - selský dům z roku 1798Evangelická škola a modlitební dům - postaveno ve druhé polovině 19. století